# José Carlos Ferreira Filho
José Carlos Ferreira Filho, detto Zé Carlos (Maceió, 24 aprile 1983), è un ex calciatore brasiliano, di ruolo attaccante.

## Carriera

### Club
Giocando per il Jeonbuk Hyundai ha vinto l'AFC Champions League 2006, segnando il gol decisivo in finale contro l'Al-Karamah. Il 13 aprile 2009 ha firmato un contratto con il Cruzeiro fino a dicembre; la società ha acquistato il 20% del cartellino del giocatore mentre l'80% rimane al Corinthians Alagoano.
Il 12 luglio 2009 ha ricevuto l'espulsione più veloce nella storia del calcio: dopo soli 10 secondi dal fischio d'inizio della partita Cruzeiro-Atlético Mineiro.

## Palmarès

### Club

#### Competizioni statali
- Campionato Mineiro: 1

Cruzeiro: 2009

#### Competizioni internazionali
- AFC Champions League: 1

Jeonbuk Motors: 2006